# George Enescu (Botoșani)

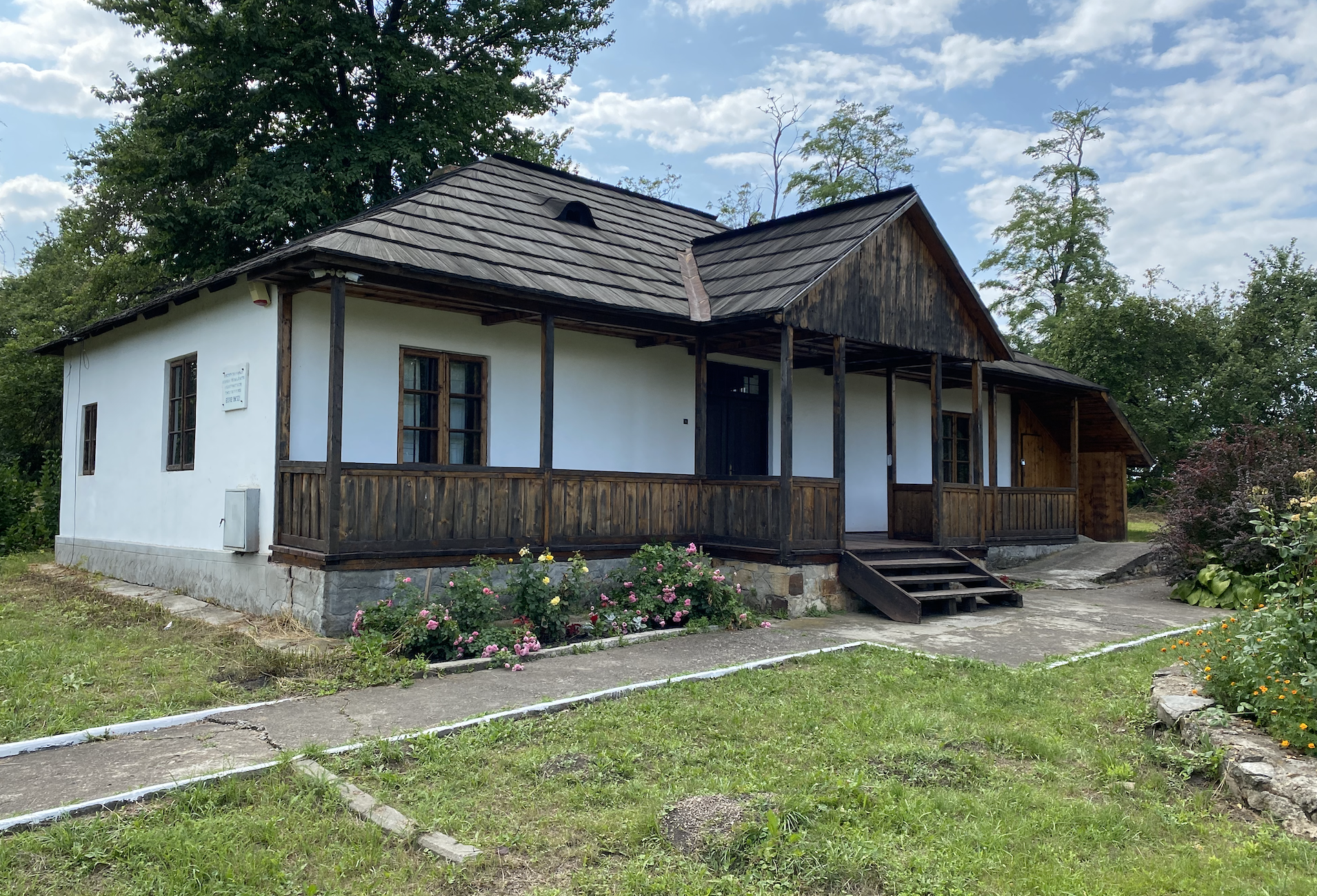
Geburtshaus von George Enescu

George Enescu ist eine Gemeinde im Kreis Botoșani in der Region Moldau in Rumänien. Die Gemeinde besteht aus den Dörfern Arborea, Dumeni, George Enescu (früher Liveni-Vârnav), Popeni und Stânca.

## Geschichte
Die Gemeinde ist nach dem rumänischen Violinisten, Komponisten und Dirigenten George Enescu benannt. Enescu wurde 1881 in dem Dorf Liveni-Vârnav (heute George Enescu) geboren. Hier komponierte Enescu im Alter von 5 Jahren seine erste Oper für Violine und Klavier, Țara Românească. In seinem Geburtshaus befindet sich ein Museum, die Casa Memorială “George Enescu”.

## Bevölkerung
Bei der Volkszählung 2002 wurden in der Gemeinde George Enescu 3686 Einwohner registriert, 2011 waren es noch 3279, darunter 3154 Rumänen und 39 Roma.

## Persönlichkeiten
- George Enescu (1881–1955), Komponist, Violinist und Dirigent